# Smoke & Mirrors (Paloma Faith)
Smoke & Mirrors è un singolo di Paloma Faith.

## Tracce
- Digital EP[1]

1. Smoke & Mirrors - 3:07
2. Smoke & Mirrors (Widower Remix) - 6:03
3. Smoke & Mirrors (Pete Phantom Remix) - 5:49
4. Smoke & Mirrors (True Tiger Remix) - 4:16

## Classifica
| Classifica (2010)      | Posizione raggiunta |
| ---------------------- | ------------------- |
| Official Singles Chart | 140                 |